# أولاد القوري (أولاد عزوز الغربيين)
أولاد القوري هو دُوَّار يقع بجماعة أولاد عزوز، إقليم خريبكة، جهة بني ملال خنيفرة في المملكة المغربية. ينتمي الدوّار لمشيخة أولاد عزوز الغربيين التي تضم 5 دواوير. يقدر عدد سكانه بـ 340 نسمة حسب الإحصاء الرسمي للسكان والسكنى لسنة 2004.

## روابط خارجية
- البوابة الوطنية للجماعات الترابية
- المندوبية السامية للتخطيط